# Calliandra redacta
Calliandra redacta är en ärtväxtart som först beskrevs av James Henderson Ross, och fick sitt nu gällande namn av Mats Thulin och Asfaw. Calliandra redacta ingår i släktet Calliandra och familjen ärtväxter. Inga underarter finns listade i Catalogue of Life.